# Лагу, Рима
Рима Лагу (хинди रीमा लागू, англ. Reema Lagoo; 21 июня 1958 — 18 мая 2017) — индийская актриса

 театра, кино и телевидения, снимавшаяся в фильмах на маратхи и хинди.

## Биография
Родилась в 1958 году в семье актрисы театра на маратхи Мандакини Бхадбхаде и при рождении получила имя Гуриндер (по другим источникам — Наян).
Её актёрские способности были замечены, когда она училась в школе Хузурпага в Пуне. Сразу после окончания школы она начала играть в театре.
Однако первое время основным местом работы для неё был банк, где в ноябре 1976 года она познакомилась с Вивеком Лагу, также выступавшим в театре в свободное время. В 1978 году они поженились, после чего актриса сменила имя на «Рима».
В этом браке родилась дочь Мрунмайи, но через несколько лет супруги развелись.
Рима дебютировала в кино в маратхо-язычном фильме Sinhasan (1979). В Болливуде её первыми работами были эпизодические роли в «Крике раненого» и «Нашей эре». Порывом в кино для неё стала роль матери героини Джухи Чавлы в фильме «Приговор» (1988). 
А после выхода фильма «Я полюбил» (1989), Рима стала самой «клёвой мамой» нации. В этом фильме она появилась в образе по-настоящему дерзкой леди, по меркам Индии, которая носила короткую стрижку и красила волосы. Её героиня так ярко выделялась на фоне седовласых матерей-«святых душ», что впоследствии она получила множество подобных ролей. За эту и последовавшую в 1990 году роль матери-одиночки в фильме «Жизнь во имя любви» она была номинирована на Filmfare Award.
В 1990-х Лагу была занята в одной из главных ролей в ситкомах Shrimaan Shrimati и Tu Tu Main Main.
Параллельно она сыграла матерей в нескольких крупных хитах Болливуда, в число которых входят «Мой любимый» (1991), «Кто я для тебя?», «С любовью не шутят» и «Любовные потрясения» (1994), «Всё в жизни бывает» (1998), «Нас не разлучить» (1999) и «Наступит завтра или нет» (2003). В 1999 году её актёрская игра в саспенс-фильме на маратхи Bindhaast вызвала бурю восторгов. Запоминающейся также была роль матери, застрелившей собственного сына, после того как он сошел с ума, в фильме «Невыдуманная история».
В 2003 году актриса выиграла Maharashtra State Film Awards за лучшую женскую роль в фильме Reshamgaath.